# Nie patrz w górę (film 2021)
Nie patrz w górę (ang. Don’t Look Up) – amerykańska czarna komedia z 2021 roku w reżyserii i według scenariusza Adama McKaya. Zdjęcia kręcono głównie w stanie Massachusetts.

## Fabuła
Studentka astronomii, piękna Kate Dibiasky i jej profesor dr Randall Mindy odkrywają, że w stronę Ziemi zmierza olbrzymia kometa. Naukowcy wyruszają w tournée, by ostrzec ludzkość przed katastrofą, która może doprowadzić do śmierci miliardów istnień. Okazuje się jednak, że nikt (w tym media i rząd Stanów Zjednoczonych) się tym faktem nie przejmuje.

## Obsada
- Leonardo DiCaprio jako dr Randall Mindy
- Jennifer Lawrence jako Kate Dibiasky
- Meryl Streep jako prez. Jane Orlean
- Cate Blanchett jako Brie Evantee
- Rob Morgan jako dr Clayton „Teddy” Oglethorpe
- Jonah Hill jako Jason Orlean
- Mark Rylance jako Peter Isherwell
- Tyler Perry jako Jack Bremer
- Timothée Chalamet jako Yule
- Ron Perlman jako płk. Ben Drask
- Ariana Grande jako Riley Bina
- Kid Cudi jako DJ Chello
- Himesh Patel jako Phillip
- Tomer Sisley jako Adul Grelio
- Melanie Lynskey jako June Mindy
- Michael Chiklis jako Dan Pawketty
- Paul Guilfoyle jako gen. Themes

## Nominacje
- 94. ceremonia wręczenia Oscarów:
  - Najlepszy film Adam McKay, Kevin J. Messick
  - Najlepsza muzyka oryginalna Nicholas Britell
  - Najlepszy montaż Hank Corwin

- 79. ceremonia wręczenia Złotych Globów:
  - Najlepsza komedia lub musical
  - Najlepszy aktor w komedii lub musicalu Leonardo DiCaprio
  - Najlepsza aktorka w komedii lub musicalu Jennifer Lawrence
  - Najlepszy scenariusz Adam McKay[2]